# 317-й взвод
«317-й взвод» (фр. La 317e Section) — франко-іспанська воєнна драма 1965 року, поставлена французьким режисером і сценаристом П'єром Шендерфером. Фільм брав участь в основній конкурсній програмі 18-го Каннського міжнародного кінофестивалю, де отримав Приз за найкращий сценарій .

## Сюжет
Дія фільму розгортається у В'єтнамі, у травні 1954 року під час Першої індокитайської війни за два місяці до підписання у Женеві угоди про перемир'я.
Битва при Дьєнб'єнфу підходить до завершення, французи зазнають поразки. В результаті розвалу фронту, багато віддалених баз французької армії опиняються під загрозою оточення. 317-й взвод, розквартирований на невеликій заставі в Ліонг-Ба на лаоському кордоні, отримує наказ покинути своє розташування, відступити на південь і приєднатися до гарнізону Тао-Тсай. У цьому взводі 41 місцевий солдат і четверо європейців. Очолюють підрозділ прибулий за два тижні до описуваних подій молодший лейтенант Торрен (Жак Перрен), що тільки-но закінчив військову академію Сен-Сір, і його ад'ютант, прапорщик Вілсдорф (Бруно Кремер), що пройшов Другу світову війну в рядах Вермахту і який вже брав участь в Індокитайській кампанії. Взвод починає рух через джунглі, намагаючись вийти з оточення, переслідуваний військами В'єтміня…

## У ролях
| Жак Перрен    | ···· | лейтенант Торрен          |
| Бруно Кремер  | ···· | ад'ютант Вілсдорф         |
| П'єр Фабр     | ···· | сержант Рудьї             |
| Мануель Сарсо | ···· | капрал Перрен             |
| Борамі Тюлон  | ···· | додатковий сержант Ба Кут |

## Визнання
| Нагороди та номінації фільму «317-й взвод» | Нагороди та номінації фільму «317-й взвод» | Нагороди та номінації фільму «317-й взвод» | Нагороди та номінації фільму «317-й взвод» | Нагороди та номінації фільму «317-й взвод» | Нагороди та номінації фільму «317-й взвод» |
| Рік                                        | Кінофестиваль/кінопремія                   | Категорія/нагорода                         | Номінант                                   | Результат                                  |                                            |
| ------------------------------------------ | ------------------------------------------ | ------------------------------------------ | ------------------------------------------ | ------------------------------------------ | ------------------------------------------ |
| 1965                                       | 18-й Каннський міжнародний кінофестиваль   | Золота пальмова гілка                      | 317-й взвод                                | Номінація                                  |                                            |
| 1965                                       | 18-й Каннський міжнародний кінофестиваль   | Найкращий сценарій                         | П'єр Шендерфер                             | Перемога                                   |                                            |